# Boeckella geniculata
Boeckella geniculata is een eenoogkreeftjessoort uit de familie van de Centropagidae. De wetenschappelijke naam van de soort is voor het eerst geldig gepubliceerd in 1964 door Bayly.